# Bundesstraße 14
Pour les articles homonymes, voir B14 et Route 14.
La Bundesstraße 14 (abrégé en B 14) est une Bundesstraße reliant Stockach à la frontière tchèque, près de Waidhaus, en passant par Stuttgart et Nuremberg.

## Localités traversées
- Stockach
- Tuttlingen
- Spaichingen
- Rottweil
- Oberndorf am Neckar
- Sulz am Neckar
- Horb am Neckar
- Herrenberg
- Stuttgart
- Fellbach
- Waiblingen
- Winnenden
- Backnang
- Sulzbach an der Murr
- Schwäbisch Hall
- Ansbach
- Heilsbronn
- Stein
- Nuremberg
- Röthenbach bei Schweinau
- Lauf an der Pegnitz
- Hersbruck
- Sulzbach-Rosenberg
- Hahnbach
- Hirschau
- Schnaittenbach
- Wernberg-Köblitz
- Waidhaus